# Савари де Молеон
Савари де Молеон (фр. Savari de Mauléon; ок. 1181 — 29 июля 1231) — французский трубадур и воин.
Сеньор де Молеон, де Шатлайон, де Талмон, де Бенон, де Ла Флот-ан-Ре, де Фонтене-ле-Конт, де Буше, де Сен-Мишель-ан-л`Эрн, сенешаль Сентонжа, один из самых могущественных баронов Пуату.
Принимал участие в походе против Иоанна Безземельного, но попал в плен и перешёл к нему на службу.
В 1208 году предпринял путешествие во Францию, где в 1211 году по поручению Иоанна Безземельного, отлученного папой от церкви, оказал помощь альбигойцам. В 1214 году Иоанн Безземельный пожаловал ему должность сенешаля Гаскони и право чеканить монету.
Когда неудачи стали преследовать Иоанна Безземельного, Савари последовал за ним в Англию, где присоединился к королевской партии.
В 1215 году командовал королевской армией, в 1216 принял участие в крестовом походе, в 1219 году участвовал во взятии Дамиетты. В 1223 вернулся во Францию.
Известен как трубадур (в русских переводах — Савари Молеонский); оставил прекрасные стихи.
Первая жена (ок. 1203, развод 1221) — Беллассе де Паре, дочь Пьера VI де Паре. От неё дети:
- Маркиза (ум. 1230/1231), жена Гильома де Лузиньяна
- Аликс, жена Ги I, виконта Туара
- не известная по имени дочь.

Вторая жена (апрель 1227) — Амабль дю Буа. От неё сын:
- Рауль де Молеон (1226 — 23 марта 1250/1251), родился до свадьбы родителей, поэтому имел проблемы с наследованием.

Смерть Савари сначала датировали 1233 годом, но более точная дата — 1231.